# Нефтедоллары
Нефтедоллары (Petrodollar) — доллары США, которые обмениваются на нефть. Добывающие страны, такие как страны Организации стран — экспортеров нефти (ОПЕК), Канада или Россия, получают оплату за свои ресурсы в долларах США. Вырученные средства впоследствии переводятся в национальную валюту и «перерабатываются» обратно в энергетическую промышленность или местную экономику.
Термин «нефтедоллар» также используется для обозначения принципа обеспечения долларов США спросом на нефть после отмены золотого обеспечения. 

Когда Никсон отменил золотое обеспечение доллара, он перевел его на нефтяное обеспечение. Он заключил соглашение с Саудовской Аравией о том, что все энергетические контракты будут номинированы в долларах. Поэтому нефтедоллар — это сфера спроса, для расчета по контрактам необходимо покупать доллары, нефтедоллар — это стандарт, на котором базируется сила доллара США.— Джим Синклер (Jim Sinclair), известный трейдер, консультант ФРС.

## Термин
Термин придуман профессором Джорджтаунского университета Ибрагимом Овайссом в 1973 году. Овайсс считал необходимым создание нового термина для описания ситуации в странах ОПЕК, которым только продажа сырой нефти позволяла экономически процветать и вкладывать деньги в экономику стран — экспортеров нефти.
Термин «нефтедоллары» используется экономистами для описания оборота долларов, обращающихся в странах-экспортерах нефти, для различения их с долларами внутри экономики США. Это необходимо постольку, поскольку нефтедоллары не вписываются в стандартное описание нормального денежного предложения долларов.

## История
Начиная с 1944 года, когда были ратифицированы Бреттон-Вудские соглашения, доллар США (USD) стал преобладающей резервной валютой в мире. Он хранится в больших количествах в центральных банках по всему миру и является универсальным механизмом ценообразования для многих товаров. Являясь основой международной валютной системы, доллар США участвует примерно в 87 % всех валютных операций.
Хотя продажи нефти до 1973 года были номинированы в долларах США, нефть иногда продавалась за национальные валюты.
Отказ США от золотого стандарта в 1971 году оказал глубокое влияние на нефтедобывающие регионы, особенно на членов ОПЕК. В то время большинство контрактов на поставку нефтепродуктов было номинировано в долларах США. Внезапная девальвация доллара вслед за выходом из золотого стандарта снизила стоимость существующих соглашений и контрактов. Чиновники ОПЕК пытались оценить экспорт нефти в золоте, а не в долларах, но никаких серьезных изменений не произошло.
Ситуация оставалась нестабильной до начала войны Йом-Кипур в октябре 1973 года. В то время арабские члены ОПЕК подняли цену на сырую нефть на 70 % и наложили эмбарго на экспорт в США и другие страны — союзники Израиля. Это действие, наряду с последующими сокращениями добычи, вызвало нефтяной кризис 1973—1974 годов.
Последствия войны Йом-Кипура и реакция ОПЕК потрясли мировые нефтяные рынки. К январю 1974 года цены на нефть были в четыре раза выше докризисных уровней. Впоследствии международные лидеры стремились восстановить порядок и принять более жесткую структуру ценообразования на нефть.
Одним из основных шагов, предпринятых для прекращения нефтяного кризиса 1973—1974 годов, был союз между США и Саудовской Аравией.
В июне 1974 года США и Саудовская Аравия подписали знаковое соглашение, заложившее основу для нефтедолларовой системы. Соглашение было разработано в тесном сотрудничестве между госсекретарем США Генри Киссинджером и президентом Ричардом Никсоном, а также принцем Фандом ибн Абдель Азизом и королем Саудовской Аравии Фейсалом. В рамках партнерства было намечено создание четырех основных рабочих групп, призванных содействовать сотрудничеству между двумя странами в ряде областей:
- Индустриализация;
- Образование;
- Технология;
- Экономический совет.

В соглашении 1974 года не было официального упоминания термина «нефть». Однако американские сановники открыто говорили о желании Саудовской Аравии увеличить объемы добычи с нынешних 8,6 млн баррелей в сутки. Хотя Соглашение 1974 года и не является официальной исторической доктриной, оно широко принято в качестве основы современной нефтедолларовой системы.
Помимо добычи и экспорта, доллары также используют для торговли сырой нефтью на мировых рынках. Ведущие индексы и фьючерсные продукты, связанные с нефтью, деноминированы в долларах США. Наиболее значимыми являются следующие:
- Фьючерсы на нефть West Texas Intermediate (WTI);
- Фьючерсы на нефть североморской марки Brent (Brent);
- Индекс корзины ОПЕК;
- Канадский индекс сырой нефти;
- Фьючерсы на нефть DME Oman.

## Альтернативные нефте-валюты
В дополнение к нефтедоллару США термин «нефтедоллары» может также использоваться по отношению к канадскому доллару в сделках, которые предполагают продажу канадской нефти на экспорт. В этом смысле термин «нефтедоллары» иногда следует отличать от термина «нефтедоллары», который относится к Канаде, Австралии, Эквадору и другим нефте — экспортерам, использующих доллар как национальную валюту.
Сохраняется обещание Владимира Путина продавать больше российской нефти в рублях и юанях и, таким образом, нивелировать доминирующие положение доллара США в торговле нефтью.
В последнее время с введением евро не утихают споры, заменит ли евро доллар в расчетах за нефть. В связи с этим появился новый термин «нефтеевро». В 2016 году Иран добивался оплаты подписанных нефтяных контрактов в евро вместо долларов.
В конце 2017 года Китай объявил, что рассматривает возможность перехода к цене на нефть в юанях. Поскольку Китай является крупнейшим в мире импортером нефти, это в самом ближайшем будущем может изменить статус-кво. Так были запущены фьючерсные контракты на нефть на Шанхайской фьючерсной бирже, что является попыткой внедрить новую модель оценки на нефтяные рынки Дальнего Востока.